# Cuverville (Sekwana Nadmorska)
Cuverville – miejscowość i gmina we Francji, w regionie Normandia, w departamencie Sekwana Nadmorska.
Według danych na rok 1990 gminę zamieszkiwało 231 osób, a gęstość zaludnienia wynosiła 50 osób/km² (wśród 1421 gmin Górnej Normandii Cuverville plasuje się na 674. miejscu pod względem liczby ludności, natomiast pod względem powierzchni na miejscu 717.).